# The Testament of Sherlock Holmes
The Testament of Sherlock Holmes é um videojogo de aventura em mundo aberto da série Adventures of Sherlock Holmes produzido pela Frogwares e publicado pela Focus Home Interactive. É o primeiro jogo de Holmes feito especialmente para a PlayStation 3 e Xbox 360, e também o primeiro da série na PS3. Os produtores da Frogwares descreveram o jogo como o seu "maior e mais bonito jogo". A sua data de lançamento original teria sido em 2010, mas acabou por ser alterada para Setembro de 2012.
Foram exibidos vídeos e imagens do jogo durante a E3 de 2011. O jogo foi desenvolvido primariamente para os consoles, e tem um novo motor e novas mecânicas de jogabilidade.
Como muitos outros jogos da série, The Testament of Sherlock Holmes apresenta uma história original e não é baseado em nenhum trabalho de Sir Arthur Conan Doyle. The Testament of Sherlock Holmes decorre em Londres no ano de 1898, num caso em que Holmes é o principal suspeito, e que ele próprio não é capaz de provar a sua inocência.

## Enredo
Londres, 1898, Holmes acabou de resolver um caso ao devolver umas jóias que haviam sido roubadas. Infelizmente, o proprietário das jóias afirma que um dos colares que Holmes devolve é falso e tudo tudo parece incriminar o detective. Durante as próximas cenas, Holmes diz a Watson que ele tem de se encontrar com o Bispo de Knightsbridge. Ao chegar, ele descobre que o bispo foi amarrado, queimado e mutilado. Uma nova personagem com o nome Inspector Banks também entra em cena.
Uma verdadeira descida aos infernos começa para Sherlock Holmes quando Londres começa a duvidar e a perder a confiança nele, este que é incapaz de refutar as suas suspeitas ou de refutar as acusações contra ele. Até a inabalável fé de Dr. Watson no seu amigo começa a vacilar porque o famoso detective evita a Scotland Yard, começa a ter comportamentos estranhos como fugas nocturnas, chantagens e destruição de provas, começando assim a levantar ainda mais suspeitas.
A principal premissa de The Testament of Sherlock Holmes está no desejo da equipe de desenvoledores da Frogwares explorar Holmes como um personagem. Em jogos anteriores como nos livros de Sir Arthur Conan Doyle, os casos eram sempre sobre criminosos diabólicos. Neste jogo, à medida que o jogador avança na narrativa, começa a ser mostrado o ponto de vista de Watson e a investigação de Holmes começa a ser cada vez mais sombria, mesmo até ao ponto de ele próprio talvez cometer um crime.

## Jogabilidade
Como Sherlock Holmes num ambiente de mundo aberto, o jogador enfrenta uma investigação, decidindo quais pistas seguir e quais ignorar. Os jogadores podem inspeccionar e manobrar as pistas, recriar os crimes e usar o sistema de dedução do jogo para fazer as suas próprias decisões acerca da inocência e culpa dos suspeitos. Diferentes maneiras de colocar questões podem mudar o curso de uma interrogação fazendo com que o jogador possa apanhar os suspeitos desprevenidos, ou para recolher informação importante. À medida que os eventos vão acontecendo e que põem em causa a natureza do carácter de Holmes, o jogador irá controlar Dr. Watson e é pedido que se descubra porque razão o famoso detective é capaz de acções tão brutais ou se está a esconder alguma coisa.

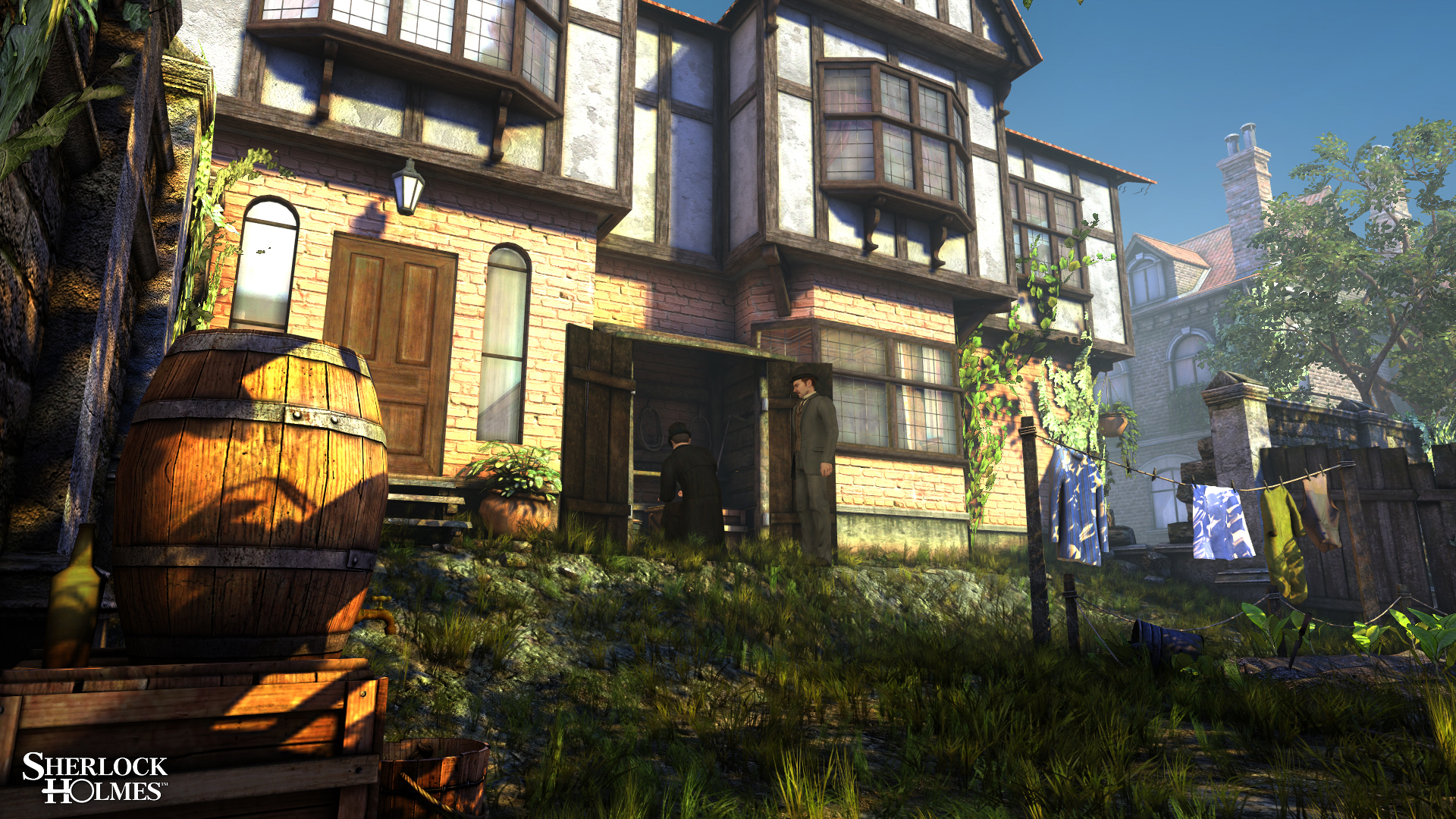
Jogabilidade de The Testament of Sherlock Holmes.

O jogo usa um novo motor gráfico, especialmente desenvolvido para mostrar cenas complexas de Londres no séc. XIX, usando texturas de alta resolução. Irá ser mostrada toda a violência gráfica, ao contrário dos outros jogos da série em que os corpos eram vistos em desenhos ou fotografias como respeito às verdadeiras vitimas. Os jogadores podem usar o controlador enquanto jogam, visto que o sistema de controlo foi especialmente formulado para as consolas. Os visuais de Londres de 1898 sofreram um acréscimo significativo sobre aqueles vistos em Sherlock Holmes vs. Jack the Ripper, e a visão pode ser mudada no controlador entre a vista de primeira e terceira pessoa. Houve algumas adições feitas ao sistema de puzzles, mais notavelmente, indicadores opcionais de "pontos de interesse" para ajudar Holmes a descobrir pistas, assim como a função de "sexto sentido" que ajuda Sherlock quando está perplexo. Existe cerca de vinte localizações no jogo, cada qual com os seus próprios puzzles, desde Baker Street, aos bairro de lata de Londres, até a um antro de ópio, totalizando um total de 12-15 horas de jogo com a morte de Holmes a acontecer em dois terços. Esta suposta morte de Holmes foi revelada desde o primeiro video mostrado, com Wael a comentar que é um desafio.
O jogo vai progredindo à medida que se vai recolhendo provas e pistas em toda as formas possíveis que o jogador consegue descobrir, desde material escrito e pistas no ambiente até objetos que se vai recolhendo no inventário. Ao recolher pistas, pode-se juntar as provas para chegar a uma dedução.
Um novo motor de jogo foi especialmente construído para esta nova aventura com o objetivo de imergir os jogadores num universo crível, realista e fascinante. Cenas extremamente complexas servirão de base para as investigações dos jogadores. Pode-se examinar cada centímetro para procurar pistas. Os ambientes receberam uma grande quantidade de atenção nos detalhes, bem como os personagens. Utilizando captura de movimento, atores reais dão vida aos novos modelos altamente detalhados. Esta técnica aumenta o realismo e a credibilidade para cada ação e de cada cena cinematográfica ao longo da história. O jogo também beneficia de um novo sistema de luz e sombra, vários efeitos de pós-tratamento de imagem, voz de alta qualidade, e uma realização cinematográfica.

## Recepção
O jogo, embora criticado por seus ocasionais bugs, foi bem recebido pela crítica, alcançando a nota 73/100 no Metacritic. The testament of Sherlock Holmes arrancou também elogios em sites de review como GameSpot, The Telegraph e GamesRadar.